# فلسفة الكيمياء

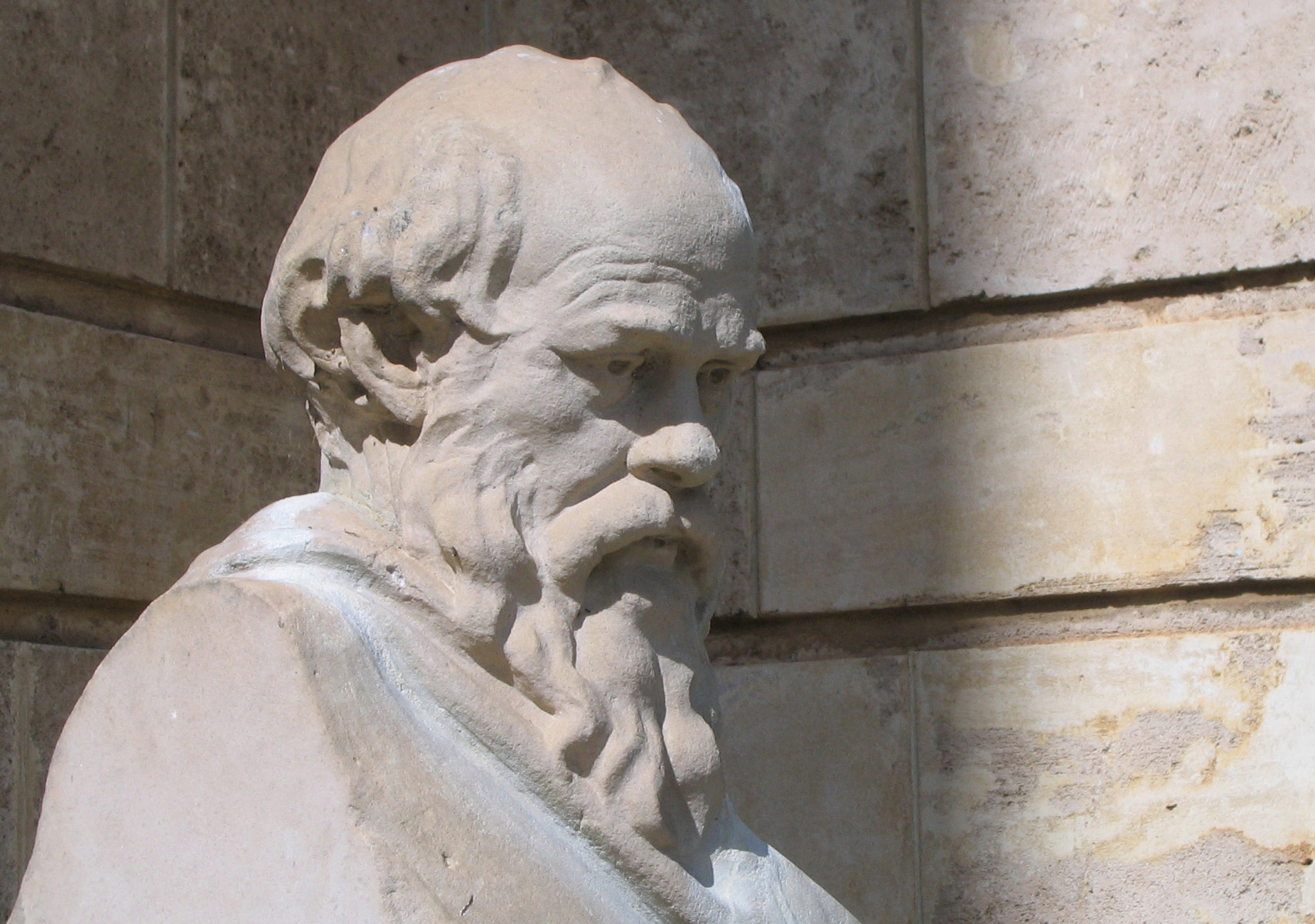

إن فلسفة الكيمياء تتناول المنهجيات والافتراضات الأساسية لعلوم الكيمياء. يتم اعتمادها من قبل الفلاسفة والكيميائيين و فرق الفلاسفة الكيميائيين. لفترة كبيرة من تاريخها، كانت الفلسفة الفيزيائية هي الطاغية في مجال فلسفة العلوم. ولكن في الجزء الأخير من القرن العشرين، بدأت المسائل الفلسفية التي تنشأ من الكيمياء تلقى اهتماما متزايدا.

## أساسيات الكيمياء
المسائل الفلسفية الرئيسية تنشأ في أول لحظة محاولة تعريف الكيمياء ودراساتها. فغالبا ما تعتبرالذرات و الجزيئات بأنها الوحدات الأساسية للكيميائية النظرية. ولكن الأوصاف التقليدية للتركيب الجزيئي و الروابط الكيميائية المعتمدة تفشل في تفسير خصائص العديد من المواد، بما في ذلك المعادن و المعادن معقدة التكوين و المواد العطرية.
بالإضافة إلى ذلك، يستخدم الكيميائيين في كثير من الأحيان كيانات غير موجودة كيميائيا، مثل هيكليات الرنين لتفسير هيكلية التفاعل للمواد المختلفة. تستعمل الأدوات التفسيرسة هذه لغة التصويرات البيانية للجزيئات لوصف سلوك المواد الكيميائية والتفاعلات الكيميائية التي لا تتصرف كجزيئات بشكل طبيعي.[بحاجة لمصدر]
يفضل بعض الكيميائيين وفلاسفة الكيمياء أن يتصوروا كمواد بدلا من هياكل مجهرية التي تعتبر لوحدات الأساسية لدراسية الكيمياء. فليس هناك تلائم مباشر بين طريقتين لتصنيف المواد. على سبيل المثال، يتواجد العديد من الصخور كمجمعات مادية متكونة من عدة أيونات التي لا تحدث في نسب ثابتة أو في علاقات مكانية بالنسبة للأخرين.
و مشكلة فلسفية ذات صلة هو ما إذا كانت دراسة  الكيمياء هي دراسة المواد أو تفاعلاتها. فالذرات في حالة حركة دائمة حتى في المواد الصلبة وفي تحت الظروف المناسبة، يتفاعل العديد من المواد الكيميائية تتفاعلا تلقائيا ليشكل منتجات جديدة. فهناك مجموعة متنوعة من المتغيرات البيئية التي تسهم في تحديد خصائص المواد بما في ذلك درجة الحرارة والضغط، وتواجد هذه الجزيئات في  مجال مغناطيسي. وكما رصفها شومر، "يعرف فلاسفة المواد التفاعل الكيميائي عن طريق التغييرات التيتحصل في بعض المواد ، في حين أن فلاسفة التفاعلات يحددون المادة بحسب مضمون وميزات التفاعلات الكيميائية."
يناقش فلاسفة الكيمياء مسائل تتعلق بالتماثل و اليدوية  في الطبيعة. الجزيئات العضوية (أي الكربونية) اهي تلك التي هي في معظم الأحيان يدوية. أما الأحماض الأمينية والأحماض النووية والسكريات (وهي كلها موجودة فتعتبر حصرا جزيئي منفرد في الكائنات الحية) هم الوحدات الكيميائية الأساسية للحياة. لهذا، يتناظر الكيميائيون, وكيميائيو الحيوية, وعلماء الأحياء على حد سواء حول أصول تجانس عدم التناظر المرآتي. ايناقش لفلاسفة الحقائق حول منشأ هذه الظواهر ، وفما إذا كان ظهورها محتمل وسط بيئية هامدة راسمية أو إذا كانت تتبع تفاعلات الأخرى. ويجادل البعض الأخر أن الإجابات يمكن تكون موجودة في حياة خارج من كوكب الأرض، إن وجدت. والفلاسفة آخرين مسألة ما إذا كان هناك وجود تحيز نحو الافتراضات الطبيعة كالمتناظرة، مما يدفع لمقاومة أي دليل يشير إلى عكس ذلك.[بحاجة لمصدر]
واحدة من القضايا الأكثر موضوعية هو تحديد مدى تأثير الفيزياء، وعلى وجه التحديد ميكانيكا الكم، في تفسر الظواهر الكيميائية. فهل يمكن في الواقع تفسير الكيمياء ببساطة كظاهرة فيزيائية كما يعتقد الكثيرون، أو أنه هناك ثغرات لا يمكن تفسيرها؟ بعض الكتاب ، على سبيل المثال ، رولد هوفمان, اقترح مؤخرا آن الاختزالية تسبب صعوبات في شرع العديد من الحالات الكيميائية مثل العطرية والأس الهيدروجيني، التفاعل، والتجاذب النواتي، على سبيل المثال.

## مزيد من القراءة

### مقالات مراجعة
- فلسفة الكيمياء المادة على موسوعة ستانفورد للفلسفة

### دوريات
- أسس الكيمياء دولي لاستعراض الأقران مجلة التاريخ و فلسفة الكيمياء وكذلك التعليم الكيميائية التي نشرتها سبرينغر.
- Hyle: المجلة الدولية عن فلسفة الكيمياء باللغة الإنجليزية المجلات المرتبطة مع جامعة كارلسروه, ألمانيا.

### كتب
- فلسفة الكيمياء, J. van Brakel, لوفين University Press, 2000. (ردمك 90-5867-063-5)
- فلسفة الكيمياء: توليف جديد الانضباط ، ديفيس بيرد إريك Scerri لي ماكنتاير (eds.), دوردريخت: Springer, 2006. (ردمك 1-4020-3256-0)
- الجدول الدوري: القصة وأهميتها ، E. R. Scerri ، مطبعة جامعة أكسفورد ، نيويورك ، 2006. (ردمك 0-19-530573-6)
- جمعت الأوراق على فلسفة الكيمياء, E. R. Scerri ، إمبريال كوليدج الصحافة في لندن عام 2008. (ردمك 978-1848161375)
- من العقول والجزيئات: وجهات نظر فلسفية في الكيمياء ، ناليني بوشان و ستيوارت روزنفيلد (eds.), Oxford University Press, 2000, مراجعتها من قبل مايكل يسبيرج
- فلسفة الكيمياء : النمو من جديد الانضباط ، إيريك Scerri لي ماكنتاير (eds.), هايدلبرغ: Springer, 2015. (ردمك 978-94-017-9363-6)

## وصلات خارجية
- فلسفة الكيمياء  على موسوعة ستانفورد للفلسفة
- المجتمع الدولي عن فلسفة الكيمياء
- المجتمع الدولي عن فلسفة الكيمياء الصيف ندوة 2011
- المجتمع الدولي عن فلسفة الكيمياء الصيف ندوة 2016
- موقع اريك Scerri الكاتب مؤسس محرر من أسس الكيمياء